# Mongun-Tajginský chošún
Mongun-Tajginský chošún (rusky Монгун-Тайгинский кожуун, tuvinsky Мөңгүн-Тайга кожуун) je administrativně-územní jednotka (chošún) v Republice Tuva v Ruské federaci. Administrativním centrem je selo Mugur-Aksy. Leží na samém jihozápadě Republiky. Mongun-Tajginský chošún se počítá mezi rajóny Dálného severu.

## Reliéf
Na severo-východě je od oddělen zbytku Tuvy hřebenem Cagan-Šibetu, který má více než 3 tisíce metrů, na západ od Republiky Altaj výběžkem Šapšalského hřbetu. Na území Mongun-Tajginského chošúnu je nejvyšší hora Tuvy a celé východní Sibiře, Mogun-Tajga (3 970 m). Je pokryta ledovci.

## Vodstvo
Na území Mongun-Tajginského chošúnu se nachází rozlehlé vysokohorské jezero Chindiktig-Chol. Největší řekou je Mogen-Buren, jejíž dolní tok teče přes území Mongolska a vlévá se do západně-mongolského jezera Ačit núr.

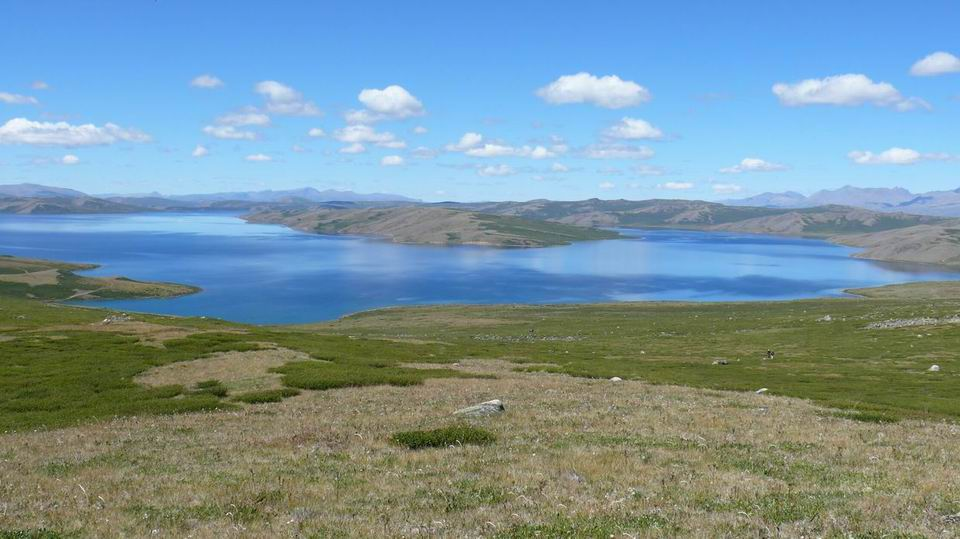
Jezero Chindiktig-Chol
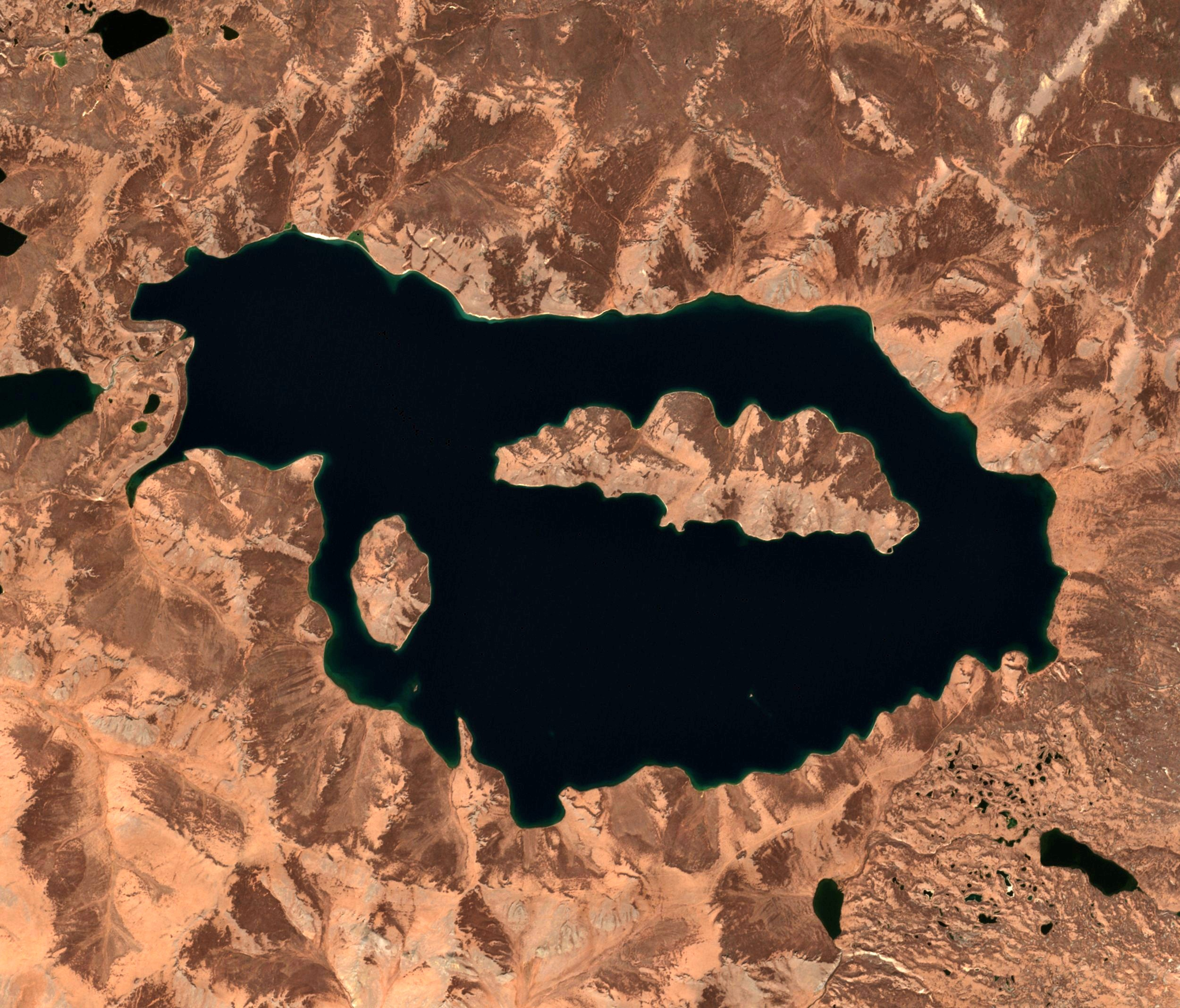
Chindiktig-Chol ze satelitu Sentinel-2 (2022)
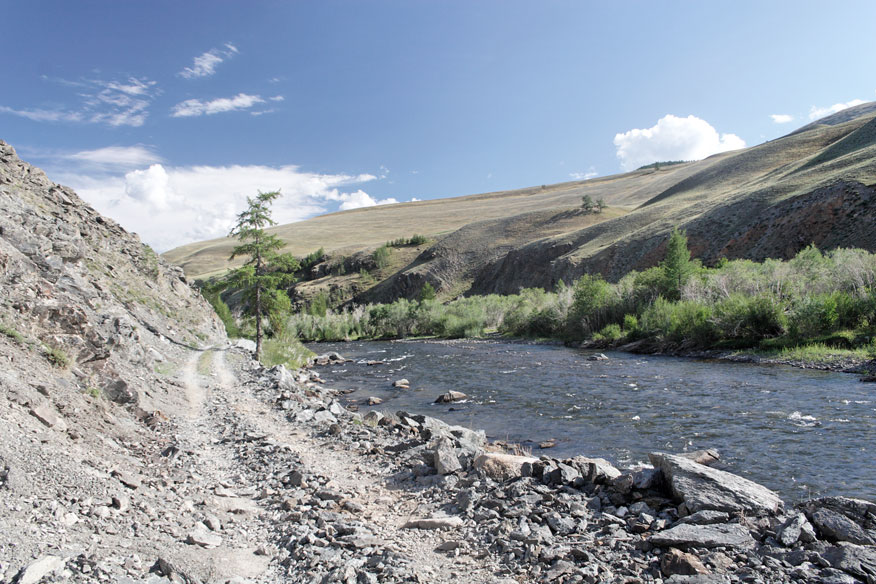
Mogen-Buren

## Demografie
- 1990 — 5 688 obyv.
- 2000 — 6 040 obyv.
- 2002 — 5 938 obyv.
- 2004 — 6 036 obyv.
- 2005 — 6 086 obyv.
- 2006 — 6 123 obyv.
- 2007 — 6 160 obyv.
- 2008 — 6 249 obyv.
- 2009 — 6 277 obyv.
- 2010 — 5 661 obyv.
- 2011 — 5 642 obyv.
- 2012 — 5 643 obyv.
- 2013 — 5 702 obyv.
- 2014 — 5 723 obyv.
- 2015 — 5 791 obyv.
- 2016 — 5 824 obyv.

## Administrativní členění

### Městské a vesnické okresy
| №. | Městské a vesnické okresy | Administrativní centrum | Počet sídelních útvarů | Počet obyvatel | Rozloha [km2] |
| -- | ------------------------- | ----------------------- | ---------------------- | -------------- | ------------- |
| 1  | Sumon Karginskij          | selo Mugur-Aksy         | 1                      | 4 270 ↗        | 3 329,40      |
| 2  | Sumon Mogen-Burenskij     | selo Kyzyl-Chaja        | 1                      | 1 393 ↗        | 1 084,80      |
| 3  | Sumon Toolajlyg           | selo Toolajlyg          | 1                      | 161 ↘          |               |

### Sídelní útvary
| №. | Sídelní útvar | Rusky      | Typ sídelního útvaru | Počet obyvatel | Komunální útvar       |
| -- | ------------- | ---------- | -------------------- | -------------- | --------------------- |
| 1  | Kyzyl-Chaja   | Кызыл-Хая  | vesnice (selo)       | 1 393 ↗        | Sumon Mogen-Burenskij |
| 2  | Mugur-Aksy    | Мугур-Аксы | vesnice (selo)       | 4 270 ↗        | Sumon Karginskij      |
| 3  | Toolajlyg     | Тоолайлыг  | vesnice (selo)       | 161 ↘          | Sumon Toolajlyg       |

## Ekonomika
Hlavní obživou obyvatelstva je chov ovcí. Rozšířený je také chov jaka. Mongun-Tajginský chošún zaujímá 1. místo v chovu jaků jako hospodářských zvířat v Tuvě. Na řece Mogen-Buren běží malá vodní elektrárna.

## Doprava
Mugur-Aksy je propojen silnicí s obcí Chandagajty. Je zavedena pravidelná letecká doprava do města Kyzyl.

## Pamětihodnosti
Na území se rozkládá část biosférické rezervace Uvs núrská kotlina. Kotlina je zařazena na Seznam světového dědictví UNESCO.